# Haltunlampi
Haltunlampi är en sjö i kommunen Leppävirta i landskapet Norra Savolax i Finland. Den är 17,6 meter djup. Arean är 45 hektar och strandlinjen är 5,79 kilometer lång. Sjön  ingår i Vuoksens huvudavrinningsområde.   Den ligger omkring 50 kilometer söder om Kuopio och omkring 290 kilometer nordöst om Helsingfors. 